# Abhidhamma
Pojmem Abhidhamma (pálí neboli Abhidharma v sanskrtu) se označují buddhistické kanonické texty, které se pokouší vytvořit systematickou abstraktní klasifikaci a popis veškerých existujících jevů. Spisy Abhidhammy obsahují reorganizaci a zobecnění Buddhova učení, které je jinak podáno běžným jazykem a narativní formou v sútrách (rozpravách).
Doslovný význam pojmu Abhidhamma je nejasný. Nejčastěji se udávají dva výklady: 1) abhi = "vyšší" nebo „zvláštní“ + dhamma = "nauka", tedy „vyšší nauka“, nebo 2) abhi = "o" + dhamma = "Buddhova nauka", čímž vzniká překlad „(nauka) o Nauce“ neboli „meta-nauka“.

## Původ
Názor současných odborníků na původ Abhidhammy se liší od obvyklého výkladu tradovaného po staletí v buddhistických zemích. Vědci mají za to, že Abhidhamma vznikla po Buddhově smrti, kdy rozvoj klášterních center a podpory pro sanghu poskytl zdroje a odborné znalosti pro systematickou analýzu Buddhova učení. Naproti tomu jiní se domnívají, že Abhidhamma představuje spíše rozšíření už existujících mnemotechnických seznamů a klasifikací, které sloužily Buddhovým žákům k zachování ústní tradice.
Samotné slovo Abhidhamma se vyskytuje už v původních Buddhových rozpravách, avšak nenese zde význam nějakého specializovaného učení, nýbrž vztahuje se na neformální diskuse o Dhammě, které mezi sebou mniši často vedli a kvůli nimž se - obvykle k večeru - scházeli. Je tedy také možné, že právě tyto neformální diskuse se staly zárodkem, z něhož se později vyvinula kanonická Abhidhamma.
Původně zjevně existovala řada různých forem Abhidhammy, které vznikaly v Indii mezi 3. století př. n. l. až 5. století. Do dnešní doby se dochovaly pouze dvě úplné tradice: sarvastivádová a théravádová. Théravádová Abhidhamma neboli Abhidhamma-pitaka (viz níže) sestává ze sedmi knih a je napsána v pálí, zatímco sarvastivádová Abhidhamma je k dispozici pouze v čínském překladu z původní (pravděpodobně sanskrtské) verze, která se nedochovala. I tuto Abhidhammu tvoří sedm knih, které jsou však zcela odlišné od pojednání A. théravádové. Součástí čínského kánonu je několik dalších textů neznámého původu.
Podle tradičního výkladu v buddhistických zemích však nebyla Abhidhamma pozdějším dodatkem, ale spíše má představovat původní, první podobu Buddhova učení. Podle legend, krátce po svém probuzení strávil Buddha několik dnů v meditaci, během níž formuloval Abhidhammu. Později navštívil nebeské světy a učil ji zde. Obsah těchto nebeských rozprav byl vyprávěn mnichu Sáriputtovi, který je po Buddhově smrti předal dál. Abhidhamma tak má představovat ryzí a nerozředěnou podobu Učení, které bylo pro většinu Buddhových současníků příliš obtížné pro pochopení. Místo toho Buddha vyučoval metodou popsanou v jednotlivých rozpravách, během nichž dával patřičné rady a návody, tak jak to vyžadovala konkrétní situace, spíše než aby se snažil předat celé Učení v komplexní podobě Abhidhammy.

## Theravádová Abhidhamma
Abhidhamma-pitaka je třetí částí pálijského kánonu nazývaného Tipitaka. Skládá se ze sedmi částí:
1. Dhammasangani ('Seznam skutečností') - Popisuje základní jevy neboli dhammy tvořící lidskou zkušenost.
2. Vibhanga ('Rozbor') - Bližší výklad Dhammasangani.
3. Kathávatthu ('Body sporu') - Sbírka ortodoxních odpovědí na otázky týkající se řádové praxe, sestavený po Třetím buddhistickém koncilu, konaném pod patronací krále Ašóky ve třetím století př. n. l.
4. Puggala Paňňatti ('Popis individuí') - Seznam jednotlivých typů lidské osobnosti. Tyto osobnostní typy mají být užitečné pro různou formulaci Nauky při jejím výkladu různým jednotlivcům.
5. Dhátukatha ('Debata o prvcích') - Podobný obsah jako má Vibhanga, ve formě otázek a odpovědí.
6. Yamaka ('Dvojice') - Opakování obsahu knih Vibhanga, Dhátukatha a Kathávatthu.
7. Patthána ('Počátky', 'Základní podmínky' nebo 'Vztahy') - Popis zákonů, kterými se řídí dhammy uvedené v Dhammasangani.

Odborníci datují tyto spisy mezi roky 400 až 250 př. n. l., přičemž Dhammasangani je nejstarší a Kathávatthu nejmladší. V následujících stoletích byly sepsány další post-kanonické texty, které se snažily o ještě lepší osvětlení analýz Abhidhammy. Nejznámější jsou Visuddhimagga ('Cesta očisty') od Buddhaghósy a Abhidhammávatára od Buddhadatty.
První západní překladatelé pálijského kánonu považovali Abhidhammu za málo zajímavou buddhistickou scholastiku (v Česku tento názor zastával například Vincenc Lesný), následkem čehož začala být tato důležitá stránka buddhistické filosofie na Západě podrobněji studována až ve druhé polovině 20. století.
pozn.: pojmy jsou uváděny v pálí, není-li uvedeno jinak